# Астрофизическая информационная система НАСА
Астрофизическая информационная система НАСА (ADS — Astrophysics Data System, далее АИС НАСА) — интерактивная база данных более 7 000 000 документов по астрономии и физике как из рецензируемых, так и из нерецензируемых источников. Только за 2007-й год она увеличилась на 1 млн источников. Почти для всех статей в системе доступны бесплатные рефераты. Отсканированные старые статьи размещены в форматах GIF и PDF. Новые статьи сопровождены ссылками на электронные версии, размещённые на сайтах журналов, а также препринты arXiv (при их наличии). Электронные версии обычно доступны по платной подписке, которая, как правило, есть у большинства астрономических учреждений.
АИС НАСА — чрезвычайно мощный исследовательский инструмент, оказывающий значительное влияние на эффективность астрономических исследований с момента запуска в 1992 году. С помощью современного поискового механизма АИС НАСА, специально созданного для нужд астрономии, информационные поиски, которые ранее занимали бы дни или недели, сейчас можно выполнить за секунды. Исследования показали, что выгода астрономии от АИС НАСА эквивалентна нескольким сотням миллионов долларов США ежегодно. По приблизительным оценкам система утроила аудиторию научных журналов по астрономии.
Объём этой базы данных постоянно меняется, но в среднем составляет около 5 петабайт.

## История
Многие годы нарастающая проблема в астрономических исследованиях состояла в том, что астрономы были в состоянии читать всё меньше и меньше последних результатов исследований из-за устойчивого увеличения роста числа работ, опубликованных в крупных журналах по астрономии. В течение 1980-х годов астрономы видели, что новые технологии, формировавшие основу Интернета, могут со временем быть использованы для построения электронной системы индексации астрономических научно-исследовательских работ, которая позволит астрономам быть в курсе намного большего числа исследований.
Первое предложение по созданию базы данных рефератов журнальных статей было сделано на конференции Astronomy from Large Data-bases, проведённой в Гархинге (Германия) в 1987 году.
В течение следующих двух лет продолжалось первичное проектирование электронной системы доступа к астрофизическим рефератам. В 1991 году прошли обсуждения о способах интеграции АИС НАСА с базой данных SIMBAD, которая содержит все доступные каталожные обозначения для объектов за пределами Солнечной системы, для создания механизма, с помощью которого астрономы могли бы искать все работы, написанные о заданном объекте.
В 1988 году начальная версия АИС НАСА с базой данных, состоящей из 40 документов, была создана как проверка концепции, а летом 1993 года база данных АИС НАСА была успешно подключена к базе данных SIMBAD.
Это, вероятно, было первой реализацией одновременного доступа к трансатлантическим научным базам данных через единый сайт. До 1994 года сервис был доступен через собственное сетевое программное обеспечение, но в начале года был передан возникающей Всемирной паутине. Число пользователей сервиса за пять недель после предоставления АИС НАСА в качестве Интернет сервиса возросло в четыре раза.
В начале журнальные статьи, доступные в АИС НАСА, представляли собой отсканированные из бумажных версий журналов растровые изображения, но с 1995 года и далее «Astrophysical Journal» стал публиковать электронную версию, за ним вскоре последовали другие крупные журналы, такие как «Astronomy and Astrophysics» и «Monthly Notices of the Royal Astronomical Society». С момента первого появления таких электронных версий АИС НАСА стала давать на них ссылки. Примерно с 1995 года число пользователей АИС НАСА удваивалось приблизительно каждые два года.
Сейчас у АИС НАСА почти со всеми астрономическими журналами заключены соглашения о предоставлении рефератов. Через сервис, который теперь содержит более пяти миллионов документов, доступны отсканированные статьи с начала 19-го века. Все обновления запускаются централизованно, путём запуска скриптов на зеркалах, которые перемещают обновления с главных серверов АИС НАСА. Сервис теперь распространён во всем мире, имеет двенадцать зеркал в двенадцати странах на пяти континентах. База данных синхронизируется посредством еженедельных обновлений с использованием rsync — утилиты зеркального копирования, которая позволяет обновлять только те части базы данных, которые изменились.

## Управляющие базой данных
- Dr. Stephen S. Murray — Главный исследователь
- Dr. Alberto Accomazzi — Главный Менеджер проекта
- Dr. Michael J. Kurtz — Астроном- исследователь
- Carolyn Stern Grant — Программист
- Edwin Henneken — Программист
- Elizabeth Bohlen — Информатик
- Donna Thompson — Библиотекарь

## Интересные факты
Использование АИС НАСА носит почти всеобщий характер среди астрономов всего мира, поэтому статистика использования может быть использована для анализа основных направлений в астрономических исследованиях. Такие исследования показали, что важность исследовательской работы, выполняемой астрономом, связана с ВВП на душу населения в стране, в которой она проводится, что число астрономов в стране пропорционально ВВП страны, также важность выполненного исследования в стране пропорциональна квадрату её ВВП, делённому на численность населения.